# Boldklubben 1903
Boldklubben 1903 (B 1903) är en fotbollsklubb från Köpenhamn (Gentofte) som grundades 1903. Klubben har blivit danska mästare sju gånger och vunnit danska cupen två gånger. Föreningens A-lag fusionerades med Kjøbenhavns Boldklub (KB) 1992 och bildade FC Köpenhamn.

## Fotnoter
1. ↑  ”Foot.dk - Fotboldstatistik”. Arkiverad från originalet den 26 september 2013. https://web.archive.org/web/20130926063929/http://www.foot.dk/VisDKklub.asp?ID=17. Läst 21 september 2013.
2. ↑  Grundad 1 juli 1992 Arkiverad 26 september 2013 hämtat från the Wayback Machine. FC Köpenhamn